# Juncus trichophyllus
Juncus trichophyllus là một loài thực vật có hoa trong họ Juncaceae. Loài này được W.W.Sm. mô tả khoa học đầu tiên năm 1914.